# Mont Henri Rallier du Baty
Le mont Henri Rallier du Baty est une montagne située sur la péninsule Rallier du Baty des îles Kerguelen dans les Terres australes et antarctiques françaises. Il constitue le point culminant du massif Rallier du Baty à 1 262 m d'altitude.

## Géographie
Point culminant du massif Rallier du Baty, le mont Henri est à la jonction sud du glacier Arago et du glacier Jean Brunhes.

## Histoire
Le mont Henri Rallier du Baty a été identifié pour la première fois par Raymond Rallier du Baty qui avec son frère Henri Rallier du Baty ont longuement exploré l'archipel à deux reprises entre 1908 et 1914 afin d'en établir les cartes. Henri étant mort pour la France en 1916 lors de la Grande Guerre, Raymond Rallier du Baty décide d'honorer la mémoire de son frère en donnant son nom au mont sur sa carte de 1922. Le mont Raymond Rallier du Baty situé à proximité (et nommé en 1962) rappelle quant à lui la mémoire de l'autre frère.